# قائمة المحميات الطبيعية في سلطنة عمان
قائمة المحميات الطبيعية في سلطنة عمان؛ تعرف المحميات الطبيعية بأنها مناطق محددة الأبعاد جغرافيًا تفرض عليها الحماية بموجب قوانين خاصة بتحديد للأبعاد الجغرافية للمحميات.

## المحميات في سلطنة عمان
اهتمت سلطنة عمان على الدوام بالمحميات الطبيعية وحددت العديد منها والتي وصل عددها إلى نحو 14 محمية معلنة بمساحات يبلغ مجموعها 9 آلاف و179 كيلومترا مربعًا مشكلة ما نسبته 3% من إجمالي مساحة سلطنة عمان لتكون مناطق محددة الأبعاد جغرافيا تفرض عليها الحماية بموجب قوانين خاصة حفاظًا على تلك الموارد من الاستغلال الجائر أو الانقراض نتيجة المتغيرات الطبيعية والتنموية.
في سلطنة عُمان العديد من المحميّات الطبيعية وهذه قائمة بها:

## قائمة المحميات
| اسم المحمية                      | الموقع                                                       | المساحة           | تاريخ الإعلان | إحداثيات الموقع                              |
| -------------------------------- | ------------------------------------------------------------ | ----------------- | ------------- | -------------------------------------------- |
| محمية الكائنات الحية والفطرية    | المحافظة الوسطى                                              | 27,500 كم2        | 1994          | .19°42′0″N 57°0′0″E / 19.70000°N 57.00000°E  |
| محمية السليل الطبيعية            | ولاية الكامل والوافي، جنوب الشرقية                           | 220 كم2           | 1997          | 22°21′47″N 59°11′49″E / 22.363°N 59.197°E    |
| محمية السلاحف برأس الحد          | ولاية صور، المنطقة الشرقية                                   | 120 كم2           | 1996          |                                              |
| محمية جبل سمحان                  | محافظة ظفار                                                  | 4500 كم2          | 1997          |                                              |
| محمية جزر الديمانيات الطبيعية    | محافظة مسقط                                                  | 203 كم2           | 1997          |                                              |
| محميات الأخوار التسعة            | محافظة ظفار                                                  | أكثر من 100 هكتار | 1997          |                                              |
| بندر خيران                       | محافظة مسقط                                                  |                   |               | 23°30′5″N 58°43′57″E / 23.50139°N 58.73250°E |
| محمية الجبل الأخضر               | الجبل الأخضر، محافظة الداخلية                                | 122 كم2           | 2011          |                                              |
| محمية وادي السرين                | جبال الحجر الشرقي، غرب محافظة مسقط                           | 780 كم2           | 1974          |                                              |
| محمية الحجر الغربي لأضواء النجوم | السلسلة الأعلى لجبال الحجر الغربي                            | 386 كم2           | 2019          |                                              |
| محمية خور خرفوت الأثري           | محافظة ظفار                                                  | 143,4 كم2         | 2021          |                                              |
| محمية الرستاق للحياة البرية      | ولاية الرستاق، محافظة جنوب الباطنة                           | 253 كم2           | 2019          |                                              |
| محمية المها العربية              | محافظة الوسطى                                                | 28240 كم2         | 1994          |                                              |
| محمية رأس الشجر الطبيعية         | بين ولاية قريات بمحافظة مسقط وولاية صور بمحافظة جنوب الشرقية | 93,7 كم2          | 1982          |                                              |
| محمية الخوير الطبيعية            | محافظة مسقط                                                  | 29,6 هكتارًا       |               |                                              |
| محمية جبل قهوان الطبيعية         | محافظة جنوب الشرقية                                          | 290 كم2           | 2014          |                                              |
| محمية المنتزه الوطني الطبيعي     | محافظة مسندم                                                 | 1149.40 كم2       | 2022          |                                              |
| محمية الأراضي الرطبة             | محافظة الوسطى                                                | 2621 كم2          | 2014          |                                              |
| محمية خور صلالة                  | مدينة صلالة، محافظة ظفار                                     | 57 هكتارًا         |               |                                              |
| محمية القرم الطبيعية             | محافظة مسقط                                                  | 1,718,657 م2      | 1975          |                                              |

## مواضيع متعلقة
- مواقع التراث العالمي في سلطنة عمان
- حديقة القرم الطبيعية
- محميات الأخوار